# Chris Hinton
(en) Statistiques sur pro-football-reference
Christopher Jerrod Hinton, né le 31 juillet 1961 à Chicago (Illinois), est un joueur américain de football américain ayant évolué dans la ligne offensive comme offensive tackle et offensive guard.

## Biographie
Il étudia à l'Université Northwestern, jouant au football américain dans les Northwestern Wildcats.
Hinton fut drafté à la 4e place (premier tour) par les Broncos de Denver mais à la suite d'un échange comprenant John Elway, il se retrouve aux Colts de Baltimore. Les Colts déménagent l'année suivante pour devenir les Colts d'Indianapolis. En 1990, il rejoint les Falcons d'Atlanta et en 1994 les Vikings du Minnesota.
Il participa à sept Pro Bowls et fait partie du Ring of Honor des Colts.